# Tengo ganas de ti
Tengo ganas de ti (Brasil: Sou Louco Por Você  ) é um filme de drama espanhol de 2012, dirigido por Fernando González Molina e protagonizado por Mario Casas e Clara Lago. É uma sequência de Tres metros sobre el cielo (2010), baseado no romance de Federico Moccia, foi produzido por Zeta Cinema, Antena 3 Films, Cangrejo Films e Globomedia cine e distribuído pela Warner Bros. Pictures International España. Ele foi filmado em Barcelona e Gerona de 28 outubro á 30 dezembro 2011.

## Sinopse
O filme segue o primeiro e começa com o retorno do Hache (Mario Casas) depois de dois anos a ser exilado em Londres. Ele espera reconstruir sua vida depois de se separar de seu primeiro grande amor, Babi (Maria Valverde). Mas em seu caminho, ele vai começar a ter relacionamentos com Gin (Clara Lago), que vai dar um novo impulso, cheio de alegrias, espontaneidade e sorrisos. Mas no coração de Hache, Babi está sempre presente e continua a atormentar-lhe.

## Elenco
- María Valverde ... Babi
- Mario Casas ... Hache
- Clara Lago ... Gin
- Álvaro Cervantes ... Pollo
- Marina Salas ... Katina
- Andrea Duro ... Mara
- Nerea Camacho ... Daniela
- Diego Martín ... Alejandro
- Lucho Fernández ... Chino
- Cristina Plazas ... Madre Babi
- Manu Fullola
- Carme Elias ... Madre Hache
- Antonio Velázquez ... Serpiente
- Ismael Martínez ... Marcelo
- Andrew Tarbet
- Ferran Vilajosana ... Luque
- Carles Francino
- Jordi Bosch ... Claudio
- Joan Crosas ... Padre Hache
- Pere Brasó
- Joan Carles Suau
- Albert Suárez
- Isabel Llanos
- Laia Costa ... Chica Serpiente

## Bilheteria
Em 22 de junho de 2012, o filme foi lançado nos cinemas espanhóis.
No dia de seu lançamento arrecadou € 1.628.000, e se tornou a maior abertura do ano. Em seu primeiro fim de semana ficou na frente da bilheteria espanhola tendo uma receita de € 3.197.446, levando para as salas de cinemas 487.515 espectadores. Em sua quarta semana já ultrapassou a primeira parte e na oitava e última semana levantou um total de $ 12.100.892 e foi visto por 1.939.145 espectadores.
Mundialmente, o filme ficou na décima posição dos filmes de maior bilheteria em seu primeiro fim de semana de lançamento, em 2012, com $3,813,618. Na Rússia, foi o segundo filme mais popular, atrás apenas do remake The Amazing Spider-Man.